# Automolis rubicundula
Automolis rubicundula är en fjärilsart som beskrevs av Embrik Strand 1912. Automolis rubicundula ingår i släktet Automolis och familjen björnspinnare. Inga underarter finns listade i Catalogue of Life.